# Городец (Дубровский район)
Городе́ц — деревня в Дубровском районе Брянской области, в составе Пеклинского сельского поселения. Расположена в 2,5 км к северо-западу от деревни Мареевка. Население — 3 человека (2010).
Возникла в начале XX века; до 1924 входила в Салынскую волость Брянского уезда, позднее в Дубровской волости, Дубровском районе (с 1929). С 1920-х гг. до 2005 года входила в Мареевский сельсовет.
| Годы      | 1926 | 1979 | 1989 | 2002 | 2010 |
| --------- | ---- | ---- | ---- | ---- | ---- |
| Население | 247  | 141  | 61   | 20   | 3    |